# Brzozowa (Lubusz)
Pour les articles homonymes, voir Brzozowa.
Brzozowa (prononciation : [bʐɔˈzɔva]) est un village polonais de la gmina de Krzeszyce dans le powiat de Sulęcin de la voïvodie de Lubusz dans l'ouest de la Pologne.
Il se situe à environ 15 kilomètres au nord de Sulęcin (siège de le powiat) et 19 kilomètres au sud-ouest de Gorzów Wielkopolski (capitale de la voïvodie).
Le village compte approximativement une population de 100 habitants.

## Histoire
Le nom allemand du village était Neuwalde.
Après la Seconde Guerre mondiale, avec la mise en œuvre de la ligne Oder-Neisse, le village est intégré à la République populaire de Pologne. La population d'origine allemande est expulsée et remplacée par des polonais.
De 1975 à 1998, le village appartenait administrativement à la voïvodie de Gorzów.

Depuis 1999, il appartient administrativement à la voïvodie de Lubusz